# クリミア・ハン国

クリミア・ハン国
قريم يورتى (オスマントルコ語)
قرم خانلغى (クリミア・タタール語)

1600年ごろのクリミア・ハン国の版図
南にオスマン帝国、北にモスクワ大公国・
ポーランドが位置する

クリミア・ハン国（クリミア・ハンこく、クリム・ハン国とも。クリミア・タタール語: قرم خانلغى, ラテン文字転写: Qırım Hanlığı, キリル文字転写: Къырым Ханлыгъы, ウクライナ語: Кримське ханство, ロシア語: Крымское ханство、1441年頃 - 1783年）は、ジョチ・ウルスの後継国家のひとつで、クリミア半島を中心に存在した国家。首都はバフチサライ。
クリミア・ハン国の支配下で、クリミア半島にはテュルク諸語の一種を話すムスリム（イスラム教徒）の住民が多く居住するようになった。彼らの子孫が、現在クリミアで少数民族となっているクリミア・タタール人である。

## 歴史

### 前史
クリミア・ハン国は15世紀中頃に、クリミア半島にいたチンギス・ハーン後裔の王族、ハージー1世ギレイによって建国された。
ペルシア語、テュルク語などで編纂された16世紀前後の系譜資料によれば、ハージー・ギレイの先祖は、チンギス・ハーンの長男ジョチの13男であるトカ・テムルに遡る。『集史』などのほぼ同時代の情報によれば、トカ・テムルはジョチ・ウルスの東部を統括していた兄オルダのもとにいたとみられるが、その子孫の一派はクリミアにいたらしく、13世紀後半にモンケ・テムル・ハンによってクリミア半島の支配権を認められたと伝承されている。
明らかな歴史では、クリミアは1238年にモンゴル帝国のバトゥの遠征軍によって最終的に征服され（モンゴルのルーシ侵攻）、ジョチ・ウルスの元では右翼の一派として、ソルハット（現スタールイ・クリム）を中心として、ジョチ・ウルスに属するテュルク・モンゴル系の集団（のちにタタールと呼ばれる人々）の主要な居住地のひとつとなった。14世紀後半、バトゥ家および東方のオルダ家の断絶にともなってジョチ・ウルスが混乱すると、特に右翼ではハンを称する者が乱立し、クリミアは次第にジョチ・ウルスの中心都市サライを支配するハンから自立するようになった。
貨幣史料からは、バシ・テムル（英: Bash Timurまたは英: Tash Timur）なる人物が、クリミアで自らの名を刻んだ貨幣を鋳造していたことが明らかになっている。1394年から1395年にかけて、ティムール朝およびシャイバーニー朝で編纂された系譜史料によれば、彼はこの頃のサライのハンであったトクタミシュの再従兄弟であり、かつのちにサライのハンを経てカザン・ハン国を建国したウルグ・ムハンマドの叔父にあたるとされる。いずれにせよ、イスラム社会では、貨幣に自らの名を刻むことは主権の宣言を意味し、この頃クリミアのタタールがサライのハンから相当程度独立していたことがわかる。

### 建国期
1430年前後のジョチ・ウルスのハン位をめぐる激しい内乱の後、バシ・テムルの子でクリミアにいたハージー1世ギレイは、リトアニア大公国の支持を受けて自立をはかり、1441年頃、クリミアにおいてハン位を自称、独立を宣言した。一般に、これをもってクリミア・ハン国の成立とみなされている。
ハージー・ギレイの死後、クリミアではハンの位を巡ってハージー・ギレイの息子たちの間で内紛が起こり、1475年にオスマン帝国の介入を受けた。オスマン帝国は、ジェノヴァが保有していたクリミア半島南岸の諸港湾都市を奪って自領に編入するとともに、内陸部から半島以北を支配するクリミア・ハン国を従属国とした。
一方、オスマン帝国の支持を得て1478年にハンの座を最終的に確保したハージー・ギレイの六男メングリ1世ギレイは、オスマン帝国の保護下で勢力を蓄え、1502年にはサライを攻略、分裂後のジョチ・ウルスにおいて正統政権と目される大オルダ（ウルグ・オルダ）を滅ぼし、大オルダの併合がこの政権にジョチ・ウルスの正統な後継者としての権威をもたらした。これにより、黒海北岸をドニエプル川下流域から北カフカスの一部まで支配し、タタールのみならずノガイ・オルダの一部まで支配する王国に成長した。なお、その後クリミア・ハン国のハン位を独占したメングリ1世ギレイの男系子孫はみな名前の後半に「ギレイ」の名を冠したため、この王家は「ギレイ家」と通称されている。1532年、サーヒブ1世ギレイはバフチサライに宮殿を築き、そこへ遷都した。

### 最盛期
16世紀前半のクリミア・ハン国はカザン・ハン国へしばしばハン位の継承者を送り出し、同じくカザンへの影響力を強めようとするモスクワ大公国と対抗関係にあり、その軍勢はモスクワやトゥーラを幾度も包囲し、モスクワ大公国を大いに脅かした。世紀半ばにはカザン・ハン国、アストラハン・ハン国がモスクワによって相次いで滅ぼされ、タタールの国々へのモスクワの影響力が増すが、1551年に即位したデヴレト1世ギレイの率いるクリミア・ハン国軍は、モスクワ大公国がリヴォニア戦争（1558年–1583年）の最中に、露土戦争 (1568年-1570年)でオスマン帝国と共にアストラハンへ攻め込んで逆襲を試みた。1571年のロシア・クリミア戦争では、ポーランド・リトアニア連合王国と結んでモスクワを強襲し、モスクワの町を焼き払った（モスクワ大火 (1571年)）。1572年にもモロディの戦いで再び攻め込んだが、撃退された。
また、このような大規模な遠征でなくとも、クリミア・ハン国のタタールやノガイたちはしばしばモスクワ大公国の領内に攻め込み、都市や農地を焼き払い、住民を捕虜として連れ去った。このためにクリミアの都市の商館は商品となるロシア人やウクライナ人の奴隷で溢れかえったと言われている。
モスクワ大公国は捕虜となった人々を奴隷身分から買い戻すために多額の支出をせねばならず、また、襲撃を回避するためにジョチ・ウルスの正統継承者として貢納を課すクリミア・ハン国の要求に応えねばならなかった。

### 衰退と滅亡

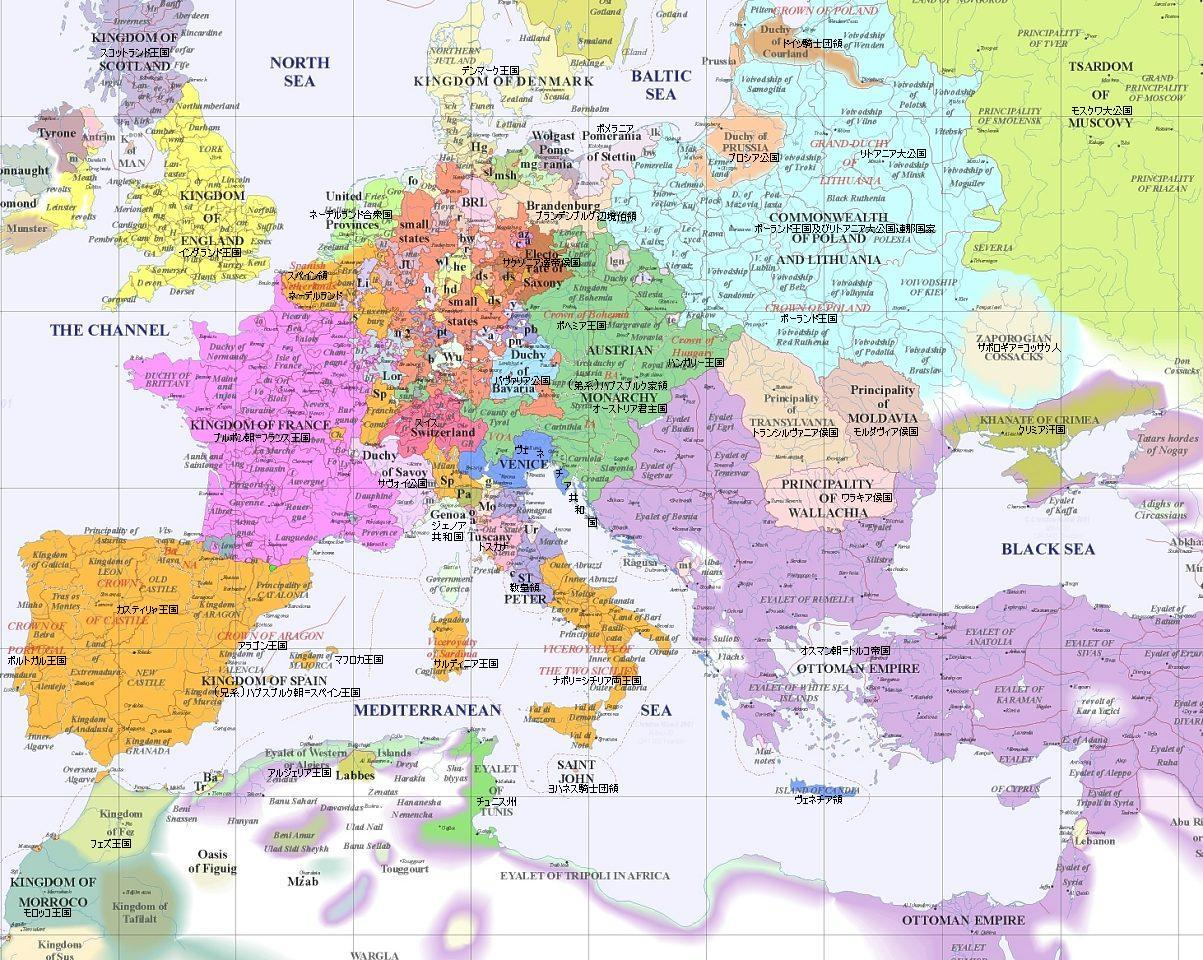
1600年のヨーロッパ

17世紀に入ると、ロシア・ウクライナの方面ではコサックと呼ばれる正教徒の集団が各地にあらわれ、ムスリムであるクリミア・ハン国やオスマン帝国の領内に対して、逆に襲撃をしかけるようになった。また、ロシアでは南方の防衛体制がようやく整い、逆茂木線と呼ばれる防御ラインも構築されたため、世紀半ばにはロシアへのクリミア・ハン国の襲撃はようやく下火になった。17世紀後半になると、モスクワ大公国（ロシア帝国）はウクライナへと支配を広げ、クリミア・ハン国と直接境界を接することになるとともに、クリミア・ハン国へは次第にロシアの圧力が加えられるようになる。
1683年、クリミア・ハン国の軍勢も参加したオスマン帝国の第二次ウィーン包囲が失敗に終わると、クリミア・ハン国もオスマン帝国の対ロシア戦争に巻き込まれた。18世紀にはロシアの圧力はさらに強まり、1736年には初めてクリミア半島本土へのロシア軍の侵攻を許した。このとき、16世紀以来のバフチサライの都と宮殿はロシア軍の手によって放火、破壊されている。
1768年に始まる露土戦争の後、ロシアは1774年のキュチュク・カイナルジ条約によって、クリミア・ハン国をオスマン帝国から独立させ、300年続いたオスマン帝国の保護から切り離した。これ以降、クリミアに対するロシアの影響力は急速に強まる。1783年、ロシア帝国のエカチェリーナ2世はクリミア・ハン国を併合した。

## 歴代君主
1. ハージー1世ギレイ（英語版）（1430年頃 - 1456年、1期目）
2. ハイデル（英語版）（1456年）
3. ハージー1世ギレイ（1456年 - 1466年、2期目）
4. ヌール・デヴレト（ロシア語版）（1466年 - 1467年、1期目）
5. メングリ1世ギレイ（1467年、1期目）
6. ヌール・デヴレト（1467年 - 1469年、2期目）
7. メングリ1世ギレイ（1469年 - 1475年、2期目）
8. ヌール・デヴレト（1475年 - 1476年、3期目）
9. ジャーニー・ベク（1474年 - 1476年）…アストラハン・ハン（在位：1514年 - 1521年）
10. メングリ1世ギレイ（1478年 - 1515年、3期目）
11. メフメト1世ギレイ（英語版）（1515年 - 1523年）
12. ガーズィー1世ギレイ（ロシア語版）（1523年 - 1524年）
13. サーデト１世ギレイ（ロシア語版）（1524年 - 1532年）
14. イスラーム1世ギレイ（ロシア語版）（1532年）…アストラハン・ハン（在位：1531年 - 1532年）
15. サーヒブ1世ギレイ（英語版）（1532年 - 1551年）
16. デヴレト1世ギレイ（英語版）（1551年 - 1577年）
17. メフメト2世ギレイ2世（ロシア語版）（1577年 - 1584年）
18. サーデト2世ギレイ2世（ロシア語版）（1584年 - 1588年）
19. ガーズィー2世ギレイ（ロシア語版）（1588年 - 1596年、1期目）
20. フェトフ1世ギレイ（ロシア語版）（1596年）
21. ガーズィー2世ギレイ（1596年 - 1607年、2期目）
22. トクタミシュ・ギレイ（ロシア語版）（1607年 - 1608年）
23. セラーメト1世ギレイ（ロシア語版）（1608年 - 1610年）
24. ジャニベク・ギレイ（ロシア語版）（1610年 - 1623年、1期目）
25. メフメト3世ギレイ（ロシア語版）（1623年 - 1628年）
26. ジャニベク・ギレイ（1628年 - 1635年、2期目）
27. イナイェト・ギレイ（ロシア語版）（1635年 - 1637年）
28. バハディル1世ギレイ（ロシア語版）（1637年 - 1641年）
29. メフメト4世ギレイ（英語版）（1641年 - 1644年、1期目）
30. イスラーム3世ギレイ（英語版）（1644年 - 1654年）
31. メフメト4世ギレイ（1654年 - 1666年、2期目）
32. アディル・ギレイ（1666年 - 1671年）
33. セリム1世ギレイ（英語版）（1671年 - 1678年、1期目）
34. ムラト・ギレイ（英語版）（1678年 - 1683年）
35. ハージー2世ギレイ（ロシア語版）（1683年 - 1684年）
36. セリム1世ギレイ（1684年 - 1691年、2期目）
37. サーデト3世ギレイ（ロシア語版）（1691年）
38. サファ・ギレイ（ロシア語版）（1691年 - 1692年）
39. セリム1世ギレイ（1692年 - 1699年、3期目）
40. デヴレト2世ギレイ（英語版）（1699年 - 1702年、1期目）
41. セリム1世ギレイ（1702年 - 1704年、4期目）
42. ガーズィー3世ギレイ（ロシア語版）（1704年 - 1707年）
43. カプラン1世ギレイ（ロシア語版）（1707年 - 1708年、1期目）
44. デヴレト2世ギレイ（1709年 - 1713年、2期目）
45. カプラン1世ギレイ（1713年 - 1715年、2期目）
46. デヴレト3世ギレイ（ロシア語版）（1716年 - 1717年）
47. サーデト4世ギレイ（ロシア語版）（1717年 - 1724年）
48. メングリ2世ギレイ（ロシア語版）（1724年 - 1730年、1期目）
49. カプラン1世ギレイ（1730年 - 1736年、3期目）
50. フェトフ2世ギレイ（ロシア語版）（1736年 - 1737年）
51. メングリ2世ギレイ（1737年 - 1740年、2期目）
52. セラーメト2世ギレイ（ロシア語版）（1740年 - 1743年）
53. セリム2世ギレイ（英語版）（1743年 - 1748年）
54. アルスラーン・ギレイ（ロシア語版）（1748年 - 1756年、1期目）
55. ハリム・ギレイ（ロシア語版）（1756年 - 1758年）
56. クルム・ギレイ（英語版）（1758年 - 1764年、1期目）
57. セリム3世ギレイ（ロシア語版）（1765年 - 1767年、1期目）
58. アルスラーン・ギレイ（1767年、2期目）
59. マクスド・ギレイ（ロシア語版）（1767年 - 1768年）
60. クルム・ギレイ（1768年 - 1769年、2期目）
61. デヴレト4世ギレイ（ロシア語版）（1769年 - 1770年、1期目）
62. カプラン2世ギレイ（英語版）（1770年）
63. セリム3世ギレイ（1770年 - 1771年、2期目）
64. サーヒブ2世ギレイ（ロシア語版）（1771年 - 1775年）
65. デヴレト4世ギレイ（1775年 - 1777年、2期目）
66. シャヒン・ギレイ（英語版）（1777年 - 1782年、1期目）
67. バハディル2世ギレイ（ロシア語版）（1782年、1期目）
68. シャヒン・ギレイ（1782年 - 1783年、2期目）
69. バハディル2世ギレイ（1783年 - 1790年、2期目）

→ロシア帝国に併合